# 那魯麟
那魯麟，CMG（英語：Roland Arthur Charles North，1889年1月28日—1961年6月18日），英國殖民地官員，1936年至1941年出任華民政務司，兼行政、立法兩局議員，任內曾六度署任輔政司一職，並於1936年一度擔任護理總督。那魯麟於1912年加入香港政府，歷任港督私人秘書、兩局副秘書等職位，並四度署任華民政務司。
華民政務司任內，他代表香港政府赴爪哇出席遠東禁販婦孺會議，以商討保障婦孺權利的政策。此外，為應對抗日戰爭所改變的局勢， 那魯麟實行報章審查，亦奉英國政府之命制訂疏散方案。香港淪陷後， 那魯麟被日方拘禁，但之後授意羅旭龢與日佔政府合作，協助管治香港。香港重光後，那魯麟得以獲釋並一度出任輔政司一職，之後因身體狀況不佳而回到英國休養，至1947年正式退休。

## 生平

### 早年生涯
那魯麟於1889年1月28日生於森麻實郡，其父親約翰·威廉·諾斯是一位畫家，擅長繪畫田園風景。而母親是沙莉娜·威奇（Selina Weetch）。那魯麟早年就讀布倫德爾書院（Blundell's School），後負笈牛津大學貝利奧爾學院，以文學士資格畢業。

### 殖民地生涯
那魯麟於1912年以以官學生身份加入香港政府。他於1915年通過廣東話考試後，隨即成為助理警察司。翌年，那魯麟被任命為裁判官，兼署任牌照局秘書一職。1919年，他被調至理民府署任南約理民官，同年擔任護理總督施勳的私人秘書。到1921年再一次擔任施勳的私人秘書，之後改調理民府署任北約理民官，再於同年6月擔任港督司徒拔的秘書。1923年，那魯麟獲委任為華民政務司助理兼副婚姻註冊官。
1926年至1936年間，那魯麟曾四度署任華民政務司一職，在此期間他亦擔任考試委員會委員、華民政務司總助理、兩局副秘書、房屋委員會成員等職位；1935年，那魯麟被擢升為一級官學生，到翌年更署理輔政司，從而署任港督一職。1936年，他正式成為華民政務司，接替升任輔政司的史美。

#### 華民政務司
那魯麟任內，妹仔問題為香港社會所關注。1937年，他代表香港政府赴爪哇出席遠東禁販婦孺會議，與會者還有紅十字會中國分會會長熊希齡。該會議旨在商討保障婦孺權利的政策，香港妹仔問題亦成為會議重要焦點。那魯麟表示，港府相當關注中國境内販賣婦孺的問題，亦會就著妹仔註冊立法。同年3月，他撰寫一份報告，向政府匯報會議成果。報告中，他指出各國得出的結論包括設立情報署監察販賣人口的情況、政府與運輸業合作、共同制止人口販賣；以及勒令關閉公營妓院等等。  
那魯麟擔任華民政務司時正值第二次中日戰爭，港府為維持社會和中英關係穩定，故實行報章審查。據記者薩空了憶述，那魯麟曾邀請記者到他的辦公室，向他們表示香港實行中立政策，華文報章在港發行時，不能印有侮辱日本的文字，例如「敵」、「虜」、「姦淫」、「焚掠」等等。薩空了問那魯麟如果蔣介石發表一篇文告，當中稱日本為「敵」，記者需不需要在發行前修改文告；他又認為日軍是在「姦淫焚掠」，故詢問那魯麟應該用什麼字代替「姦淫焚掠」四字。那魯麟回應時表示蔣介石公告中的「敵」字可以保留，否則須以「日」字代替「敵」字；至於「姦淫焚掠」，如果確有其事自然可用，但他亦表示應減少採用這些字句。 另一方面，《德臣西報》於1940年刊登日本領事向香港政府提出的三項要求。那魯麟隨即澄清絕無其事，並譴責該報道有誤導成份，會對市民造成恐慌。 
同時，香港政府亦奉英國政府之命制訂疏散方案，疏散英籍婦孺。那魯麟表示政府將合資格疏散人士，分為四類，包括行動不便者、執行特別任務的人、尚未有子女的政府女性僱員、以及已婚婦女和兒童；他又表示疏散人士須登記，由政府安排輪船往馬尼拉。居港外籍人士為此表示不滿，認為此舉會為他們帶來不便。那魯麟表示國際局勢變幻莫測，香港亦有被侵略風險，故疏散方案是防患於未然。他又認為先疏散一部分英籍婦孺，到危急時其餘市民更能夠逃生，令更多人安全。

#### 戰時生涯
1941年12月，香港保衛戰爆發，至同年12月25日港府宣佈投降，那魯麟與其他主要政府官員一同遭日軍政府拘禁於赤柱拘留營。據那魯麟後來憶述，他曾賄賂守衛，令他們願意為他運送《華僑日報》。那魯麟透過《華僑日報》知悉拘留營外的消息，然後將報導翻譯成英文傳給其他被拘留者。
日軍攻佔香港後，羅旭龢曾被邀請與日軍政府合作，協助管治香港，而那魯麟亦有份授意。1942年，那魯麟、防衛司傅瑞憲與律政司晏禮伯會見羅旭龢，討論日方提出的合作建議。會中那魯麟表示，為促進香港市民的利益，必須跟從日本當局的要求。羅旭龢之後向那魯麟讀出回應草稿，那魯麟同意內容，並呼籲簽名作實。
羅旭龢後來被英國政府起訴，那魯麟返英前夕替羅旭龢及另一位曾與日軍政府合作的周壽臣平反，表示他本來希望自己能在日軍政府和市民之間作緩衝，但他亦被囚於赤柱拘留營，故委託兩人與日軍政府合作，希望減輕華人的痛苦。他們在任期間忍辱負重，為香港市民謀利益，又認為批評只是源於誤會。那魯麟發表此論後，英國政府決定不起訴羅旭龢，但規定他不能再擔任任何公職。

#### 戰後復職
1945年香港重光後，那魯麟得以獲釋，並一度出任輔政司一職，之後因身體狀況不足以應付工作而回到英國休養。

### 晚年
1947年，那魯麟正式退休，到澳洲展開退休生活，至1961年6月18日於新南威爾士州一間醫院逝世，終年72歲。

## 個人生活
1928年，那魯麟於山頂教堂迎娶利奧·凱瑟琳·葛林寧（Leo Catherine Greening）為妻。葛林寧來自紐西蘭惠靈頓。兩人育有一子一女，分別為彼得·諾斯（Peter North）和菲莉帕·諾斯（Phillipa North）。

## 榮譽
- 聖米迦勒及聖佐治同袍勳章（C.M.G.）（1946年[29]）